# Боргата Фаторе I (Кјети)
Боргата Фаторе I (итал. Borgata Fattore I) је насеље у Италији у округу Кјети, региону Абруцо.
Према процени из 2011. у насељу је живело 25 становника. Насеље се налази на надморској висини од 129 м.